# Greg Howe
Greg Howe (Easton, Pensilvania, 8 de diciembre de 1963) es un guitarrista y compositor estadounidense activo durante cuatro décadas que ha lanzado diez álbumes de estudio además de colaborar con una amplia variedad de artistas. 
Comenzó su carrera en la década de 1980 con el sello disquero de Mike Varney, Shrapnel Records, surgiendo junto a otros músicos de estilo "shred" como Yngwie Malmsteen, Marty Friedman, Jason Becker, Paul Gilbert, Richie Kotzen, Tony MacAlpine, Vinnie Moore, entre otros. Sin embargo, pronto desarrolló un estilo diferente, más enfocado en el jazz fusión que en el metal neoclásico, popular entre solistas de la época. Esta fusión única de estilos hace que se le distinga fácilmente del resto de los guitarristas shred, haciendo de ello su marca registrada. Este estilo está influenciado fuertemente por Allan Holdsworth, aunque también mezclado con el blues, un fuerte groove vibrante al estilo funk y uso frecuente de los compases de tiempos irregulares, tanto binarios como ternarios. Es sobre todo conocido por su gran capacidad de improvisación sobre complejos acordes.
Independientemente de su carrera en solitario, es un músico de sesión contratado para actuaciones junto a  Michael Jackson, Enrique Iglesias, 'N Sync y Justin Timberlake a lo largo de sus giras.
Reside en el Sur de California, siendo también productor y profesor de guitarra.
Formó la banda Maragold, con la cantante Meghan Krauss, editando un álbum homónimo en 2013.

## Discografía

### Álbumes en solitario
- 1988 - Greg Howe
- 1993 - Introspection
- 1994 - Uncertain Terms
- 1995 - Parallax
- 1996 - Five
- 1999 - Ascend
- 2000 - Hyperacuity
- 2008 - Sound Proof
- 2017 - Wheelhouse

### Colaboraciones
- 1989 - High Gear con la banda Howe II
- 1990 - Now Hear This con la banda Howe II
- 1995 - Tilt con Richie Kotzen
- 1997 - Project con Richie Kotzen
- 1997 - High Definition con Vitalij Kuprij
- 2001 - Gentle Hearts con Tetsuo Sakurai y Dennis Chambers
- 2003 - Extraction (album) con Victor Wooten y Dennis Chambers
- 2004 - Gentle Hearts Live Tour 2004 con Tetsuo Sakurai, Akira Onozuka y Dennis Chambers
- 2010 - Vital World con Tetsuo Sakurai y Dennis Chambers
- 2017 - Protocol IV con Simon Phillips, Dennis Hamm y Ernest Tibbs

### Apariciones estelares
- Convergence (segundo solo de guitarra en "Red Alert") - James Murphy
- Rhythm of Time - Jordan Rudess
- A Guitar Supreme - Compilación de diversos guitarristas
- The Spirit Lives On - álbum tributo a Jimi Hendrix
- Visions Of An Inner Mounting Apocalypse, A Fusion Guitar Tribute - Compilación de diversos guitarristas